# 簡志恩
簡志恩（韓語：지앤즈언，2006年10月28日—），藝名為志恩（英語：CHIH EN），是於韓國發展台灣男歌手，為Bill娛樂旗下藝人，並為F&F娛樂旗下限定團體AHOF的成員。

## 演藝生涯

### 出道前
曾為tiktok的網紅，並在台灣上過綜藝節目，14歲時就到韓國當練習生，2024年11月22日，以Bill娛樂旗下藝人身分出演韓國電視台SBS主辦的選秀節目《Universe League》。

### 2025年至今：加入團體AHOF出道
2025年1月24日，選秀節目《Universe League》的最後一集，以現場直播的方式播出，隔日25號凌晨九人男團AHOF正式成立，志恩成為團體的一員。
2025年7月1日，以團體AHOF成員的身份發行首張迷你專輯《WHO WE ARE》正式在韓國出道。

## 影視作品

### 綜藝節目
| 年份   | 日期                     | 電視台／OTT | 節目名稱        | 集數 | 備註 |
| ------ | ------------------------ | ----------- | --------------- | ---- | ---- |
| 2024年 | 11月22日 – 2025年1月24日 | SBS TV      | Universe League | 全集 |      |